# مونتینی-لو-تیول
شهر مونتینی-لو-تیول (به فرانسوی: Montigny-le-Tilleul) در شهرستان شرلروآ  در استان انو  در منطقه فدرال والوون در کشور بلژیک واقع شده‌است.